# Árusítótér
Az árusítótér a kereskedelemről szóló 2005. évi CLXIV. törvény meghatározása szerint „az üzleten belül a termék vásárlóknak történő bemutatására és értékesítésére szolgáló terület”. A kereskedelemben és a köznyelvben elárusítótérnek nevezik.

## Az árusítótér szerepe az üzletek szabályozásában
- Egyes jogszabályok eltérő rendelkezéseket tartalmaznak az üzletek egyes kategóriáira e terület négyzetméterben meghatározott nagysága szerint.
- Az áruházak kategorizálása:
  - ABC áruház  400 négyzetméter alatt,
  - szupermarket 4 000 négyzetméter felett,
  - hipermarket 20 000 négyzetméter felett.[3]

- Így pl.  2014. évi CII. törvényben foglalt speciális szabály szerint az az üzlet, amelynek árusítótere a 200 négyzetmétert nem haladja meg, az általános zárva tartási időszakban is nyitva tarthat, ha az általános zárva tartási időszakban kizárólag az üzletben kereskedelmi tevékenységet folytató egyéni vállalkozó, egyéni cég tagja, vagy gazdasági társaság legalább 1/5 tulajdoni résszel bíró természetes személy tagja maga, vagy az előbbiekben felsoroltak segítő családtagja folytatja a kereskedelmi tevékenységet.[4]